# 伊藤淳史
伊藤 淳史（いとう あつし、1983年〈昭和58年〉11月25日 - ）は、日本の俳優。千葉県船橋市出身。クォータートーン所属。伊藤隆大は実弟。

## 来歴
あすなろ保育園、船橋市立金杉小学校（サッカー部）、船橋市立御滝中学校（サッカー部）、千葉県立国府台高等学校、法政大学経営学部卒業。
元々、子役として数多くのテレビ番組に出演していたが、バラエティ番組『とんねるずのみなさんのおかげです』（フジテレビ）の中の1コーナー、「仮面ノリダー」のチビノリダー役で知名度を上げ、1990年からスタートしたテレビドラマ『渡る世間は鬼ばかり』（TBSテレビ）に第2シリーズまでレギュラー出演していた。2000年秋から放送された大塚製薬の「カロリーメイト」のテレビコマーシャルのワカゾー役で人気を決定的なものにする。
1997年、映画『鉄塔 武蔵野線』で映画初主演を果たすと、2000年公開の主演映画『独立少年合唱団』がベルリン国際映画祭のアルフレート・バウアー賞を受賞。2001年、特集ドラマ『僕はあした十八になる』（NHK総合）で第28回放送文化基金賞の金賞および男優演技賞をはじめ多数の演技賞を受賞。
2005年には、原作本が空前のヒットを記録した『電車男』の主人公役で大きな話題を呼んだほか、『義経』にも出演。両者で実弟の伊藤隆大との共演を果たした。2006年には、『西遊記』に出演、連続ドラマ単独初主演は2008年『チーム・バチスタの栄光』。以後、田口・白鳥（チームバチスタ）シリーズのテレビドラマでは必ず主演（田口役）を担当している。
2015年公開の『映画 ビリギャル』での演技により、第39回日本アカデミー賞優秀助演男優賞を受賞。

## 人物
- 人なつっこく、少し照れたような笑顔が特長。ドラマや映画では、温厚だが臆病なヘタレ役を演じることが多い[4]。
- 『チームバチスタシリーズ』や映画『踊る大捜査線』の様に主人公の相棒役で登場することが多い[5]。

### 家族
- 2009年に弟を亡くしている[6]。
- 私生活では、2010年5月1日に一般女性と結婚。
- 2015年10月29日に第1子女児[7]、2017年に第2子男児、2021年6月16日に第3子男児が誕生した[8]。

## エピソード
- チビノリダーで初登場した時は4歳。今でもそのイメージが強いのか、共演者に「チビノリダー」と呼ばれることがある。自分でも「チビノリダー」のイメージで見られること、また好青年役が多いためから、芝居が一本調子になってしまうことを悩んでいたことがあり、そのたびに「チームバチスタシリーズ」で共演した仲村トオルに励まされ続けていた[9]。
- 岡村隆史に風貌が似ていると言われ、ひょうきん者と思われがちだったという[10]。『とんねるずのみなさんのおかげです』最終回『仮面ノリダー最終回スペシャル』にてノリダーの分身役で、また2008年3月26日放送のバラエティ番組『99プラス』（日本テレビ）で、伊藤と岡村は共演している。また、伊藤が電車男で人気を博していた時に、岡村は「伊藤君がいなければ、僕が電車男になっていた」と、冗談半分で語っていた事がある[11][出典無効]。
- 高校生の時までサッカーをやっており、将来はJリーガーになりたいと思っていたほどで、学生時代は芸能界を引退してサッカー選手になろうとまで思っていた。俳優として芸能界に留まることになったきっかけは『独立少年合唱団』主演の話を受けて「やっぱりこの仕事」と決めたことだったという[10]。
- 学生時代はファミリーレストランチェーンのバーミヤンでアルバイトをしていた[12]。

## 出演
※太字は主要キャスト。

### テレビドラマ
- 結婚する手続き（1988年、NHK総合）
- とっておきの青春（1988年、NHK総合）
- 大河ドラマ（NHK総合）
  - 春日局 第22回・第23回（1989年6月4日・11日） - 竹千代 役
  - 義経（2005年1月 - 12月） - 喜三太 役
  - べらぼう〜蔦重栄華乃夢噺〜（2025年1月 - ） - 大文字屋 役[13][注 1]
- はぐれ刑事純情派（1989年4月、テレビ朝日） - 野沢晶 役
- いとしの婿どの（1989年10月 - 12月、東海テレビ） - 圭太郎 役
- 家族って（1990年、TBSテレビ）
- 渡る世間は鬼ばかり（第1シリーズ第25話から第2シリーズ第45話）（1991年4月25日 - 1994年、TBSテレビ） - 小島（山下）登 役
- 家栽の人 第8話（1993年） - 河田健一 役
- 愛しの刑事 第7話（1992年、テレビ朝日） - 北川まこと 役
- 本当にあった怖い話 第1回「送られた心霊写真」（1992年4月13日、テレビ朝日） - 篠崎正幸 役
- ドラマみたいな恋がしたい（1992年 - 1993年）
- みにくいアヒルの子（1996年4月 - 6月、フジテレビ） - 山本健太 役
- アフリカの夜（1999年、フジテレビ） - 塾生徒 役
- 学校の怪談 春の物の怪スペシャル 第3話「俺たちの文化祭」（2001年3月） - 主演
- 僕はあした十八になる（2001年、NHK総合） - 主演
- HTBスペシャルドラマ「丘をこえて」（2001年、北海道テレビ） - 主演・三ツ木彰 役
- 伝説のワニ ジェイク 第8話（2001年） - 鈴木透 役
- ケータイ刑事 銭形愛（2002年、BS-i） - 山口高明 役
- アシ!（2003年1月10日、テレビ朝日） - 主演・慎二 役
- 末っ子長男姉三人（2003年10月 - 12月、TBSテレビ） - 山田大介 役
- 愛情イッポン!（2004年、日本テレビ） - 轟のぼる 役
- 金曜エンタテイメント「ペット探偵の事件簿」（2004年8月、フジテレビ） - 小清水祐介 役
- 初仕事納め（2005年2月5日、フジテレビ） - 主演・仲畑準 役
- ラスト・プレゼント（2005年6月11日、テレビ朝日） - 水原章介 役
- 電車男（フジテレビ） - 主演・山田剛司 役
  - 電車男（2005年7月 - 9月）
  - 電車男DELUXE 最後の聖戦（2006年9月23日）
- 海猿 UMIZARU EVOLUTION（2005年7月5日、フジテレビ） - 工藤始 役
- 西遊記（2006年1月 - 3月、フジテレビ） - 猪八戒 役
- 世にも奇妙な物語（フジテレビ）
  - 世にも奇妙な物語 15周年の特別編 「リプレイ」（2006年） - 主演・田辺修一 役
  - 世にも奇妙な物語 秋の特別編 「理想のスキヤキ」（2009年10月5日） - 主演・西村和樹 役
- ほんとにあった怖い話 夏の特別編2006 「断崖の下にて」（2006年8月22日、フジテレビ）
- 硫黄島〜戦場の郵便配達〜（2006年12月9日、フジテレビ） - 主演・根本正良 役
- 神様からひと言（2006年12月24日、WOWOW） - 主演・佐倉凉平 役
- セレンディップの奇跡 Story2「スプーン」（2007年3月12日、日本テレビ） - 主演・波多野幹夫 役
- わたしたちの教科書（2007年4月 - 6月、フジテレビ） - 主演・加地耕平 役
- 先生道 エピソード9「地球最後の先生」（2007年5月、TBSチャンネル） - 主演・先生 役
- 大韓航空機爆破事件から20年 金賢姫を捕らえた男たち 〜封印された3日間〜（2007年12月15日、フジテレビ） - 塩原順 役
- ユンゲル（2008年1月2日、フジテレビ） - 柳沢浩二 役
- ロス:タイム:ライフ 第五節「幼なじみ編」（2008年3月1日、フジテレビ） - 主演・森保甫 役
- 内藤大助物語〜いじめられっ子のチャンピオンベルト〜（2008年7月28日、TBSテレビ） - 主演・内藤大助 役[注 2]
- ありがとう!チャンピイ〜日本初の盲導犬誕生物語（2008年9月、フジテレビ） - 河相洌 役
- チーム・バチスタシリーズ（関西テレビ、【W主演：仲村トオル】） - 主演・田口公平 役
  - チーム・バチスタの栄光（2008年10月 - 12月）
  - チーム・バチスタの栄光SPECIAL〜新たな迷宮への招待〜（2009年9月15日）
  - チーム・バチスタ第2弾 ナイチンゲールの沈黙（2009年10月9日）
  - チーム・バチスタ2 ジェネラル・ルージュの凱旋（2010年4月 - 6月）
  - チーム・バチスタSP2011〜さらばジェネラル!天才救命医は愛する人を救えるか〜（2011年1月2日）
  - チーム・バチスタ3 アリアドネの弾丸（2011年7月 - 9月）
  - チーム・バチスタ4 螺鈿迷宮（2014年1月 - 3月）
- 漂流ネットカフェ（2009年4月 - 6月、毎日放送） - 主演・土岐耕一 役
- ザ・ライバル「少年サンデー・少年マガジン物語」（2009年5月5日、NHK総合） - 主演・真壁仁一 役
- サマヨイザクラ（2009年5月30日、フジテレビ） - 主演・相羽圭一 役
- さだまさし父の日ドラマSP 親父の一番長い日（2009年6月19日、フジテレビ） - 正一郎 役
- モリのアサガオ（2010年10月 - 12月、テレビ東京） - 主演・及川直樹 役
- プロポーズ兄弟〜生まれ順別 男が結婚する方法〜（2011年2月21日 - 24日、フジテレビ） - 主演・田中和男 役
- 蝶々さん（2011年11月19日・26日、NHK総合） - 谷川伊作 役
- 宮部みゆき・4週連続“極上”ミステリー 第二夜「スナーク狩り」（2012年5月14日、TBS） - 主演・佐倉修治 役
- 踊る大捜査線 THE LAST TV サラリーマン刑事と最後の難事件（2012年9月1日、フジテレビ） - 和久伸次郎 役
- 猿飛三世（2012年10月 - 11月、NHK BSプレミアム） - 主演・猿飛三世 役
- ダブルフェイス 潜入捜査編（2012年10月15日、TBS） - ヒロシ 役
- あぽやん〜走る国際空港（2013年1月 - 3月、TBS） - 主演・遠藤慶太 役
- MOZU - 鳴宮啓介 役
  - MOZU Season1〜百舌の叫ぶ夜〜（2014年4月 - 6月、TBS）
  - ドラマW MOZU Season2〜幻の翼〜（2014年6月 - 7月、WOWOW／10月 - 11月、TBS）
  - スピンオフドラマ『大杉探偵事務所』（2015年11月、WOWOW・TBS） - 主演[15]
- 家族狩り（2014年7月 - 9月、TBS） - 巣藤浚介 役
- 鵜飼いに恋した夏（2014年11月12日、NHK BSプレミアム） - 主演・笹本薫平 役
- 無痛〜診える眼〜（2015年10月 - 12月、フジテレビ） - 早瀬順一郎 役[16]
- とと姉ちゃん（2016年、NHK総合 連続テレビ小説） - 水田正平 役[17]
- 湊かなえサスペンス『望郷』「海の星」（2016年9月28日、テレビ東京） - 主演・浜崎洋平 役[18]
- 大貧乏（2017年1月 - 3月、フジテレビ） - 柿原新一 役[19]
- 脳にスマホが埋められた!（2017年7月 - 9月、読売テレビ） - 主演・折茂圭太 役[20]
- ハロー張りネズミ 第1話（2017年7月14日、TBS） - 川田洋平 役
- ドラマ 龍馬 最後の30日（2017年11月19日、NHK総合） - 岡本健三郎 役
  - 龍馬の遺言（2017年12月29日、NHK BSプレミアム） - 主演・岡本健三郎 役
- ドラマスペシャル 白日の鴉（2018年1月11日・2020年5月10日、テレビ朝日） - 主演・新田真人 役
- オー・マイ・ジャンプ! 〜少年ジャンプが地球を救う〜（2018年1月 - 3月、テレビ東京） - 主演・月山浩史 役
- 絶対零度〜未然犯罪潜入捜査〜（フジテレビ） - 東堂定春 役
  - 絶対零度〜未然犯罪潜入捜査〜（Season3）（2018年7月 - 9月）[21]
  - 絶対零度〜未然犯罪潜入捜査〜（Season4）第5話・第8話（2020年2月5日・24日）
  - 絶対零度〜未然犯罪潜入捜査〜 AFTER STORY（2020年3月23日）
- 今日、帰ります（2019年3月10日、WOWOW） - 主演・森田克博 役
- 名探偵・明智小五郎（2019年3月30日・31日、テレビ朝日） - 小林芳雄 役[22]
- NHKスペシャル シリーズ 体感 首都直下地震「パラレル東京」（2019年12月2日 - 5日、NHK総合） - 山田春彦 役
- 新春3夜連続ドラマ 破天荒フェニックス（2020年1月3日 - 5日、テレビ朝日） - 奥田吉弘 役[23]
- 内田康夫サスペンス 新・信濃のコロンボ 追分殺人事件（2020年6月8日[24]、テレビ東京） - 主演・竹村岩男 役[25][26][27]
- 白い濁流（2021年8月22日 - 10月10日、NHK BSプレミアム） - 主演・好並一樹 役
- 内田康夫サスペンス 浅見光彦 軽井沢殺人事件（2022年2月28日、テレビ東京） - 竹村岩男 役[28]
- 武士が、マックで店員になった件。（2022年5月18日 - 6月1日、関西テレビ） - 武士 役
- invert 城塚翡翠 倒叙集 第1話（2022年11月20日、日本テレビ） - 狛木繁人 役[29]
- ケイジとケンジ、時々ハンジ。（2023年4月13日 - 6月8日、テレビ朝日） - 牛島正義 役[30]
- TOKYO MER〜隅田川ミッション〜（2023年4月16日、TBS） - 青戸達也 役[31]
- 離婚しない男-サレ夫と悪嫁の騙し愛-（2024年1月20日 - 3月16日、テレビ朝日） - 主演・岡谷渉 役[32]
- ダブルチート 偽りの警官 - 岩合拓真 役
  - Season1（2024年4月26日 - 6月14日、テレビ東京）[33]
  - Season2（2024年6月29日 - 8月17日、WOWOW）[34]
- 24時間テレビ ドラマスペシャル『欽ちゃんのスミちゃん 〜萩本欽一を愛した女性〜』（2024年8月31日、日本テレビ） - 主演・欽ちゃん（萩本欽一） 役[35]
- 私の死体を探してください。（2024年9月4日 - 10月9日、テレビ東京） - 主演・三島正隆 役[36][37]
- なんで私が神説教（2025年4月12日 - 6月14日、日本テレビ） - 森口櫂 役[38][39]
- DOPE 麻薬取締部特捜課 第1話・第6話（2025年7月4日・8月8日、TBS） - 山口始 役[40][41]
- 大追跡〜警視庁SSBC強行犯係〜（2025年7月9日 - 、テレビ朝日） - 木沢理 役[42]

### WEBドラマ
- 理系の人々（2014年10月27日 - 2015年8月、ひかりTV） - 主演・よしたに 役
- なんで私まで神説教!?（2025年6月14日、Hulu） - 森口櫂 役[43]

### 映画
- Aサインデイズ（1989年、大映） - サチオの長男 役
- 鉄塔 武蔵野線（1997年、バップ） - 主演・環見晴 役
- 誘拐（1997年、東宝） - 藤一郎（少年時代） 役
- 学校III（1998年、松竹） - 倉本健吉 役
- 独立少年合唱団（2000年、WOWOW） - 主演・柳田道夫 役
- えんがわの犬（2001年2月）
- 青の瞬間（2001年、パル企画）
- カクト（2002年、ザナドゥー） - ナオシ 役
- 地獄甲子園（2003年、クロックワークス） - メガネ 役
- 壬生義士伝（2003年、松竹） - 大野千秋（青年期） 役
- ロボコン ROBOT CONTEST（2003年9月、東宝） - 四谷四郎 役
- 海猿 ウミザル（2004年、東宝） - 工藤始 役
- 血と骨（2004年、松竹＝ザナドゥー） - 金俊平（子供時代） 役
- CASSHERN（2004年、松竹） - 東博士助手 役
- アマレット（2004年、DCT entertainment） - 桃井田ハチ 役
- 伝説のワニ ジェイク 第2章「失われた地図」（2005年） - 鈴木透 役 ※テレビドラマの劇場公開版
- 電車男（2005年、東宝） - ドラマ版の電車男 役 ※カメオ出演
- 西遊記（2007年、東宝） - 猪八戒 役
- 陰日向に咲く（2008年、東宝） - 雷太 役
- 歓喜の歌（2008年、シネカノン） - 加藤俊輔 役
- フィッシュストーリー（2009年、ショウゲート） - 主演・繁樹 役
- アマルフィ 女神の報酬（2009年、東宝） - 谷本幹安 役
- 矢島美容室 THE MOVIE 〜夢をつかまネバダ〜（2010年、松竹） - 劇場のマネージャー 役
- 踊る大捜査線 THE MOVIE3 ヤツらを解放せよ!（2010年、東宝） - 和久伸次郎 役
- 劇場版 SPEC〜天〜（2012年、東宝） - 伊藤淳史（本人） 役
- 踊る大捜査線 THE FINAL 新たなる希望（2012年、東宝） - 和久伸次郎 役
- ボクたちの交換日記（2013年、ショウゲート） - 主演・田中洋平 役
- チーム・バチスタFINAL ケルベロスの肖像（2014年、東宝） - 主演・田口公平 役（仲村トオルとのW主演）
- 映画 ビリギャル（2015年、東宝） - 坪田義孝 役
- ボクは坊さん。（2015年10月、ファントム・フィルム） - 主演・白方光円 役[44]
- 劇場版 MOZU（2015年11月7日、東宝） - 鳴宮啓介 役
- ねこあつめの家（2017年、AMGエンタテインメント） - 主演・佐久本勝 役[45]
- 一茶（公開未定[46]） - 仙六 役[47]
- 吉田類の「今宵、ほろ酔い酒場で」 第2話「どつぼ酒場」（2017年6月10日、KADOKAWA） - 主演・日暮義男 役
- 任侠学園（2019年9月27日、エイベックス・ピクチャーズ） - 稔 役[48]
- 未来へのかたち（2021年5月7日、スターキャット） - 主演・ 高橋竜青 役[49]
- ブラック・ショーマン（2025年9月12日公開予定、東宝） - 中條健太 役[50]

### テレビバラエティ
- ネプリーグ (2005年7月25日-2018年7月9日、6回出演、フジテレビ)
- とんねるずのみなさんのおかげです「仮面ノリダー」（フジテレビ） - チビノリダー 役
- あっぱれさんま大先生（フジテレビ） - 初期レギュラー
- 伊藤淳史ののほほーんゴルフ “80切りできる かな” 草食系ゴルフ満喫バラエティ（2021年3月6日 - 27日、BSテレ東） - MC
  - 伊藤淳史ののほほーんゴルフ2 “80切りできる かな” 草食系ゴルフ満喫バラエティ（2021年10月9日 - 10月30日、BSテレ東） - MC

### そのほかのテレビ
- はじめて海を見る日 〜タイ山岳民族の寄宿学校〜（2008年2月、テレビ西日本） - レポーター

### ラジオ
- MON〜THU（2010年6月29日、FM大阪）
- SHOO POWER REQUEST（2010年7月2日、FM大阪）

### 舞台
- 渡る世間は鬼ばかり
- 雪国
- 昭和の女一代記
- 昭和の母に捧げるバラード
- パーティーをぬけだそう!

### 吹き替え
- ザ・クライアント 依頼人（リッキー・スウェイ）※ソフト版
- リトル・ブッダ（弟の伊藤隆大がラジュを演じ、自身はエキストラ）

### ミュージックビデオ
- DREAMS COME TRUE「JET!!!」「SUNSHINE」（2005年11月30日）
- ジャニーズWEST 「むちゃくちゃなフォーム」（2023年3月1日）

### CM
- 東芝 アラカルト（1989年） - 岸本加世子と共演
- ミツカン すし酢（1990年） - とんねるずと共演
- 大塚製薬 カロリーメイト（2000年 - 2002年）ワカゾー役
- NTTドコモ北海道（2003年）
- サントリー
  - Beautiful Water（2003年）
  - BOSS 贅沢微糖（2007年 - 2010年） - 贅沢伊藤 役
- JOYSOUND HyperJoy V2（2004年）
- カプコン バイオハザード4（2005年）
- アサヒ飲料 バヤリースオレンジ（2006年）
- オリックス自動車 いまのりくん2年コース 新車男（2006年）
- 公共広告機構（現：ACジャパン） エレベーター（2006年）
- バンプレスト サモンナイト ツインエイジ 〜精霊たちの共鳴〜（2007年）
- 三幸製菓 三幸劇場〜三つの幸せ物語〜（2010年1月 - ）
- 第一三共ヘルスケア
  - カロヤン（2011年6月 - ） - 藤岡弘、と共演
  - 第一三共胃腸薬 コアブロック（2011年11月 - ）
- 日本クラフトフーズ ストライド（2012年5月 - ） - マキシマムザホルモンと共演
- レベルファイブ 妖怪ウォッチ2 真打（2014年11月 - ） - 香川照之と共演
- クルーズ「エレメンタルストーリー」“みんなで消すと超楽しい篇”、“誰かと消すと超楽しい篇”（2016年6月 - ）[51]
  - “壁ドン篇”、“新しくなった伊藤くん篇”（2016年12月3日 - ）[52][53]
- 京葉銀行（2017年7月 - ）[54]
- エスビー食品「きざみ青じそ」 ‘‘なんでもおいしくする先輩 後輩の発見篇”（2018年9月14日-26日）「マジックソルト」、「濃いシチュー」他 - 西島秀俊と共演
- SmartHR 「仕事の無駄よ、さようなら。」 “無駄からの開放篇”、“紙からの開放篇”、“ペーパーレス篇”（2020年8月8日 - ）- 木梨憲武と共演[55]
- Kong Studios「ガーディアンテイルズ」「冒険の日々」篇（2021年12月 - ）
- 麒麟麦酒「キリン一番搾り生ビール」（2022年3月 - ） - 堤真一、戸田恵子、吹石一恵と共演[56]
- リンレイ「オールシリーズ」（2023年4月 - ）

## 受賞歴
- 2001年 - 41st ACC CM FESTAVAL 主演賞（大塚製薬カロリーメイト「がんばれワカゾー」）
- 2002年 - 第28回放送文化基金賞 出演者賞（特集ドラマ『僕はあした十八になる』）
- 2005年 
  - 第46回ザテレビジョンドラマアカデミー賞 助演男優賞（『電車男』）[57]
  - 第15回TV LIFE年間ドラマ大賞 助演男優賞（『電車男』『義経』）[58]
- 2015年 - 第39回日本アカデミー賞 優秀助演男優賞（『映画 ビリギャル』）
- 2015年 - 第25回日本映画批評家大賞 助演男優賞（『映画 ビリギャル』）[59]